# Oricia truncata
Oricia truncata är en fjärilsart som beskrevs av Walker 1854. Oricia truncata ingår i släktet Oricia och familjen tandspinnare. Inga underarter finns listade i Catalogue of Life.